# Noah Gordon
Noah Gordon, ameriški pisatelj, * 11. november 1926, Worcester, Massachusetts, Združene države Amerike, † 22. november 2021
Noah Gordon je v svetu zaslovel s knjigo Zdravnik. Po izidu v Združenih državah Amerike leta 1986 knjiga sicer ni požela velikega uspeha, je pa postala kasneje velika uspešnica v Nemčiji, Španiji ter drugod po Evropi in Aziji. Zdravnik je zgodovinski roman, prvi del trilogije o družini zdravnikov Cole. Leta 1992 je sledil drugi del, Šaman, in leta 1995 zadnji, tretji del Odločitve.
Za roman Šaman je leta 1993 prejel nagrado Jamesa Fenmora Cooperja za zgodovinski roman.
Po romanu Zdravnik so leta 2013 posneli nemški film z naslovom Ranocelnik.

## Romani
- The Rabbi (1965)
- The Death Committee (1969)
- The Jerusalem Diamond (1979)
- Zdravnik (The Physician) (1986) (trilogija  o dinastiji zdravnikov družine Cole)
- Šaman (Shaman) (1992) (trilogija  o dinastiji zdravnikov družine Cole)
- Odločitve (Matters of Choice) (1995) (trilogija  o dinastiji zdravnikov družine Cole)
- The Last Jew (2000)
- Sam and Other Animal Stories (2002) (zgodbe za otroke)
- The Winemaker (2007)